# Alejandro Chang
Alejandro Chang (19 de noviembre de 1998) es un deportista estadounidense que compite en taekwondo. Ganó dos medallas de plata en el Campeonato Panamericano de Taekwondo en los años 2018 y 2021.

## Palmarés internacional
| Campeonato Panamericano | Campeonato Panamericano  | Campeonato Panamericano | Campeonato Panamericano |
| Año                     | Lugar                    | Medalla                 | Categoría               |
| ----------------------- | ------------------------ | ----------------------- | ----------------------- |
| 2018                    | Spokane (Estados Unidos) | Medalla de plata        | –63 kg                  |
| 2021                    | Cancún (México)          | Medalla de plata        | –63 kg                  |